# Cal-Nev-Ari
Cal-Nev-Ari est une census-designated place (CDP) située dans le comté de Clark, dans l’État du Nevada, aux États-Unis. D'après le recensement de 2020, sa population est de 144 habitants.